# Oracle Grid Engine
Oracle Grid Engine autrefois connu sous le nom de Sun Grid Engine est un système de gestion de grille informatique initialement développé par Sun Microsystems puis repris par Oracle.